# 佐々木浩久
佐々木 浩久（ささき ひろひさ、1961年2月17日 - ）は、日本の映画監督、脚本家である。妻は女優の滝本ゆに。

## 人物
1961年北海道出身。北海道工業高校卒業後　北海道大学映画研究会、自主上映団体ビーチフラッシュに所属しながら山崎幹夫らと自主制作団体「映像通り魔」に参加。1984年｢ドレミファ娘の血は騒ぐ｣(黒沢清監督)の助監督を務める。以降、1993年まで黒沢清、長崎俊一の全作品に助監督として参加。1994年、松浦理恵子の純文学作品の映画化｢ナチュラルウーマン｣で長編劇映画の監督としてデビュー。1995年度シナリオ作家協会ベストテンに選出される。オリジナルビデオ映画の監督を十数本演出の後、2000年、脚本家の高橋洋と暖めていた待望の企画｢発狂する唇｣を監督。テアトル新宿のレイトショー動員記録を更新。続く、2002年に第2弾｢血を吸う宇宙｣で再び同館週間記録を塗り替える。2004年から参加しているBS-TBSの連続テレビドラマ「ケータイ刑事シリーズ」では最多演出記録。2012年から日本映画大学講師も務める。

## フィルモグラフィー

### 映画
- ナチュラル・ウーマン（1994年） - 監督・脚本
- N。45「情熱の荒野」（1994年） - 監督
- 発狂する唇（2000年）  - 監督
- 血を吸う宇宙（2001年） - 監督
- 血を吸う宇宙 外伝 変身（2002年） - 監督・撮影
- 3 on 3（2003年） - 監督・脚本
- 刑事まつり「だじゃれ刑事」（2003年） - 監督
- 怪談新耳袋 劇場版「手袋」（2004年） - 監督
- 悪夢の刑事まつり「刑事発狂」（2004年） - 監督
- 穴「胸に開いた底なしの穴」（2004年） - 監督・脚本
- スパイ道「万事順調よ」（2005年） - 監督
- ケータイ刑事 THE MOVIE バベルの塔の秘密〜銭形姉妹への挑戦状（2006年） - 監督
- 学校の階段（2007年） - 監督・脚本
- トリコン!!! triple complex（2008年） - 監督
- トリコン!!! リターンズ triple complex RETURNS（2008年） - 監督・脚本
- +1 プラス ワン vol.2「対話」（2008年） - 監督
- 劇場霊（2015）出演
- 侵略する発狂（2016)　 - 監督・脚本
- 発狂シリーズのすべて（2016)　 - 出演[3]
- 絶倫謝肉祭 奥まで突いて！（2017） - 監督・脚本
- 情欲怪談 呪いの赤襦袢（2018年） - 監督・脚本
- 好色男女 セックスの季節（2019年） - 監督・脚本[4]
  - セックスの季節（2019年8月24日、オーピー映画）※好色男女～の一般公開編集版[5]
- 性感治療 股ぐらの処方箋（2019年） - 監督
  - 劇場版・悦楽クリニック！　凛子の淫らな冒険（2019年8月29日、オーピー映画）※性感治療～の一般公開編集版[6]
- 揉めよドラゴン 爆乳乱れ咲き（2020年） - 監督[7]
- ふたつの月に濡れる（2024年12月11日、オーピー映画）- 監督・脚本[8]

### オリジナルビデオ
- 監禁列島 美しき女豹（1995年） - 監督・脚本
- GO CRAZY 銃弾を駆け抜けろ!（1996年）  - 監督
- PSYCHIC SCHOOL WARS 学校が危ない! 淫霊女学園（1996年） - 監督・脚本
- スキャンダラス SEIKO（1996年）  - 監督
- KILL キル（1997年） - 監督・脚本
- 盗撮師 ターゲット1 制服を脱いだ美人秘書（1998年） - 監督・脚本
- フェロモン天国 素敵なお姉さんが犯してあげる（1999年） - 監督・脚本
- 監禁飼育（1999年） - 監督・脚本
- 強奸監禁座敷牢（1999年） - 監督・脚本
- 籠女 KAGOME（2000年） - 監督・脚本
- 実録外伝 ゾンビ極道（2001年） - 監督
- 一族の絆（2014年） - 監督
- リベンジポルノ（2014年） - 出演

### テレビドラマ
- ケータイ刑事シリーズ
  - ケータイ刑事 銭形泪（2003年、BS-i） - 監督
  - ケータイ刑事 銭形零（2004年、BS-i） - 監督
  - ケータイ刑事 銭形雷（2006年、BS-i） - 監督・脚本
  - ケータイ刑事 銭形海（2007年、BS-i） - 監督・脚本
  - ケータイ刑事 銭形命（2009年、BS-TBS） - 監督
- 恋する日曜日シリーズ
  - 恋する日曜日 セカンドシリーズ「卒業」（2005年、BS-i） - 監督
  - 文學の唄 恋する日曜日「彼女の告白」（2005年、BS-i） - 監督
  - 恋する日曜日 第3シリーズ「卒業〜春の嘘」（2007年、BS-i） - 監督
- 怪談新耳袋 「かくれんぼ」「花嫁さん」「家紋」「幽霊屋敷と呼ばれる家」「御祓いは効かない」「壁を叩く音」「狐風呂」「小田原灯籠」「てさぐり」「絆創膏」（2003年 - 、BS-i） - 監督
- 東京少女シリーズ（BS-i）
  - 東京少女 桜庭ななみ（2008年） - 監督
  - 東京少女 岡本杏理（2008年） - 監督
  - 東京少女 岡本あずさ（2008年） - 監督
  - 東京少女 真野恵里菜（2009年） - 監督
- 女子大生会計士の事件簿（2008年、BS-i） - 監督
- 水曜ミステリー9 「信州あづみ野の名刑事 道原伝吉の捜査行 長崎・雲仙・島原 湯煙地獄」（2012年、テレビ東京） - 監督
- 劇場霊からの招待状「因果」「幻聴」（2015年、TBS） - 監督[9]

### ウェブドラマ
- 恋する星座（2009年、TBSネット） - 監督
- 姉人形 EZ Today'Sウォッチミニッツストーリー （2007年8月2日・9日・16日、EZチャンネル） - 監督